# Strontiumnitrid
Strontiumnitrid ist eine anorganische chemische Verbindung des Strontium aus der Gruppe der Nitride.

## Gewinnung und Darstellung
Strontiumnitrid kann durch eine zweistufige Azotierung bei unterschiedlichen Temperaturen von Strontium mit Stickstoff gewonnen werden.
{\displaystyle {\ce {3Sr + N2 -> Sr3N2}}}
Es entsteht auch bei Verbrennung von Strontium an Luft.

## Eigenschaften
Strontiumnitrid ist ein schwarzer Feststoff, der mit Wasser heftig zu Strontiumhydroxid und Ammoniak reagiert. Neben Strontiumnitrid existiert auch noch das Subnitrid Sr2N.
{\displaystyle {\ce {Sr3N2 + 6H2O -> 3Sr(OH)2 + 2NH3 ^}}}